# Toy Soldiers: War Chest
 (août 2015).
Si vous disposez d'ouvrages ou d'articles de référence ou si vous connaissez des sites web de qualité traitant du thème abordé ici, merci de compléter l'article en donnant les références utiles à sa vérifiabilité et en les liant à la section « Notes et références ».
Toy Soldiers: War Chest est un jeu vidéo de type tower defense développé par Signal Studios et publié par Ubisoft le 13 août 2015 sur Xbox Live Arcade. Il fait suite au jeu Toy Soldiers publié en 2010 et au jeu Toy Soldiers: Cold War sorti en 2011. 
Il est le premier épisode de la série à ne pas être exclusif à Microsoft et à être édité par Ubisoft.

## Système de jeu
Le jeu propose différentes armées hautement personnalisables (4 dans la version standard et 8 dans le Hall of Fame Edition). Le but est de défendre sa boîte de jouet et de gagner la bataille à vos ennemis avec l'une des incroyables armées. Les joueurs peuvent donc choisir de déployer des tourelles, barrages ou de modifier l'arsenal du héros. En effet, le joueur aura le choix de placer ses tourelles et le reste de son armements où il le souhaite lui de les améliorer. Il peut également personnaliser et améliorer ses armées à travers chacune des quatre campagnes ou d'affronter d'autres individus en ligne dans les autres modes multijoueurs.
Au fur et à mesure de chaque partie, une barre se remplit lorsque le joueur tue de plus en plus d'ennemis afin de débloquer une capacité spéciale qui permet au joueur de l'aider dans sa bataille contre l'ennemi.

## Modes de jeu
Toy Soldiers: War Chest conserve le mode Tower Defense solo qui a fait le succès des 2 précédents opus.
Le jeu introduit également un mode Survie et un mode 2vs2 en ligne où le joueur peut également jouer en écran scindé 

## VersionHall of Fame Edition
Toy Soldiers: War Chest se décline en deux versions: Standard et Hall of Fame Edition. La version standard est uniquement disponible en téléchargement tandis que le Hall of Fame Edition est disponible sur disque à l'exception de la version PC qui est exclusivement disponible en téléchargement. 
Le Hall of Fame Edition dispose d'un total de 8 armées provenant de différents univers et hautement personnalisable. Tout d'abord, on a accès aux 4 armées provenant de la version standard c'est-à-dire celles du Kaiser du jeu original, de Starbright, de Dark Side et de Phantom. Les 4 chefs d'armées supplémentaires disponibles dans le Hall of Fame Edition sont Musclor de la franchise Les Maîtres de l'univers, le commandant Duke et le commandant Cobra des G.I. Joe et enfin le chef assassin Ezio Auditore da Firenze de la saga Assassin's Creed.
A savoir que les personnages peuvent aussi être achetés séparément.

## Accueil
- GameSpot : 5/10[2]